# ماما ميا (أغنية)
ماما ميا (بالإيطالية: Mamma Mia)‏ هي أغنية لفرقة البوب السويدية ABBA. أطلقت الأغنية في أيلول / سبتمبر سنة 1975؛ وهي من كتابة بيني أندرسون وبيورن أولفايوس بالإضافة إلى ستيغ أندرسون، وكان أداء الأصوات في الأغنية مناصفة بين من أغنيتا فالتسكوغ وآني فريد لينغستاد.
كانت الأغنية في صدر الألبوم الثالث للفرقة الذي حمل اسم الفرقة ABBA.
عنوان الأغنية عبارة تعبير مستعر من اللغة الإيطالية، والذي يستخدم للتعبير شعور مفاجئ يعتري المرء. وما يميز مقدمة الأغنية هو استخدام آلة الماريمبا؛ والذي تبين فيما بعد أنه كان ارتجالياً من بيني أندرسون إذ وجد الآلة بمحض الصدفة في الاستوديو، وجرب أداء اللحن عليها ووجده بعد ذلك مناسباً.